# Jordbävningen i Egeiska havet 2020
Jordbävningen i Egeiska havet 2020 den 30 oktober nådde magnituden 7,0 Mw och VIII på Mercalliskalan.
Den 30 oktober 2020 drabbades Turkiet och Grekland av ett skalv som inträffade i östra Egeiska havet. Epicentrum var cirka 20 kilometer norr om den grekiska ön Samos och cirka 17 kilometer väster om den turkiska storstaden Izmir. Skalvet kändes i hela Egeiska havet och stora delar av Grekland och Turkiets västkust och kändes både i Aten och Istanbul samt på Kreta. Det var den största jordbävningen i området sedan 1968. 
Jordbävningen inträffade som ett resultat av en normal förkastning orsakad av plattektoniska krafter, på ett grunt jordskorpsdjup inom Eurasiska kontinentalplattan i östra Egeiska havet, cirka 250 km norr om den närmaste kontinentalplattans gräns, där Afrikanska kontinentalplattan rör sig i nordlig riktning mot den eurasiska plattan, med en hastighet av cirka 10 mm/år. Därför är denna jordbävning att betraktas som en intraplattektonisk händelse på grund av dess läge inom kontinentalplattan.

## Efterskalv
Enligt turkiska myndigheter följdes huvudskalvet av omkring 1500st efterskalv, 44st var kraftiga på över 4 Mw på Richterskalan. Det kraftigaste 5,2 Mw.
| När                          | Plats                      | Djup     | Tsunami- varning | Magnitud | Övrigt       |
| ---------------------------- | -------------------------- | -------- | ---------------- | -------- | ------------ |
| 30 oktober 2020 kl. 11:51:28 | Néon Karlovásion, Grekland | 21 km    | Ja               | 7,0 Mw   | Huvudskalvet |
| 30 oktober 2020 kl. 13:00:44 | Kokkári, Grekland          | 10 km    | Nej              | 4,9 Mw   |              |
| 30 oktober 2020 kl. 15:14:56 | Kokkári, Grekland          | 10 km    | Nej              | 5,2 Mw   |              |
| 30 oktober 2020 kl. 17:16:03 | Samos, Grekland            | 10 km    | Nej              | 4,3 Mw   |              |
| 30 oktober 2020 kl. 22:53:23 | Néon Karlovásion, Grekland | 10 km    | Nej              | 4,1 Mw   |              |
| 31 oktober 2020 kl. 01:40:35 | Néon Karlovásion, Grekland | 28,7 km  | Nej              | 4,0 Mw   |              |
| 31 oktober 2020 kl. 05:31:30 | Kokkári, Grekland          | 1,7 km   | Nej              | 4,8 Mw   |              |
| 31 oktober 2020 kl. 14:42:44 | Néon Karlovásion, Grekland | 10 km    | Nej              | 4,5 Mw   |              |
| 31 oktober 2020 kl. 22:05:43 | Kokkári, Grekland          | 15,46 km | Nej              | 4,0 Mw   |              |

## Tsunamin
Tsunamivågor på upp till 1,5 meter svepte in över båda ländernas kuster.

## Skador och dödsfall

### Turkiet
Enligt Izmirs borgmästare har tjugo byggnader kollapsat i Izmir där även en mindre tsunami översvämmat gatorna. Enligt turkiska myndigheter omkom minst 113 personer och 1036 skadades framför allt i Izmir, där många personer grävts fram ur rasmassorna. Minst en person uppges ha drunknat i översvämningarna i Seferihisar, en stad söder om Izmir. De lokala myndigheterna befarar att dödssiffran kommer stiga i takt med att den massiva sök- och räddningsinsatsen fortsätter. Efter ett dygn satt omkring 180 fortfarande fast i ruinerna. Något som förvärrade räddningsarbetet var ökningen av coronasmittade i området.

### Grekland
En tsunamivarning utfärdades på öarna Ikaria, Kos, Chios och Samos, där befolkningen uppmanades att undvika kustområdena. Tsunamivågor på upp till 1,5 meter svepte in kusterna. Två 17-åringar påträffades döda och minst 19 skadades på Samos. Flera byggnader, bland annat Jungfru Maria-kyrkan i Karlovasi och skolor skadades.

## Reaktioner
Greklands premiärminister Kyriakos Mitsotakis ringde Turkiets president Recep Tayyip Erdoğan och framförde sina kondoleanser.